# 李浩南
李浩南（1999年7月13日—），安徽阜阳人，中国男子篮球运动员。曾联同队友颜鹏、高诗岩和胡金秋代表中国参加2020年夏季奥林匹克运动会男子三对三篮球比赛。结果获得第八名。